# Мраморный план Рима

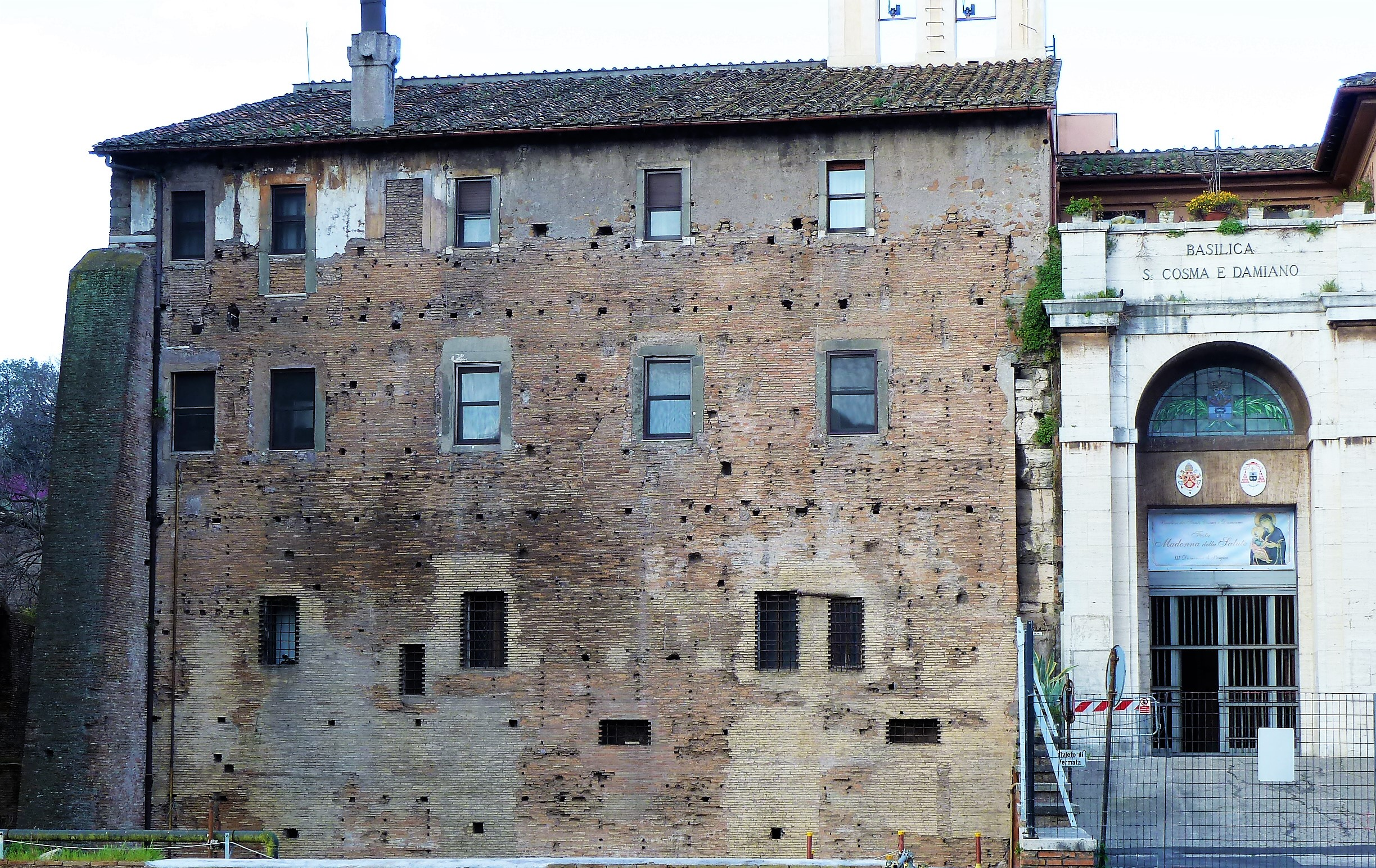
Стена, на которой был установлен мраморный план Рима.

Мраморный план Рима (лат. Forma Urbis Romae или Forma Urbis marmorea) — античный монументальный план города Рима, созданный в эпоху Септимия Севера в 203—211 годах. До наших дней сохранился фрагментарно.

## Описание
План шириной 18 м и высотой 13 м состоял из 150 мраморных плит, которые были закреплены на внутренней стене храма Мира (ныне наружная стена базилики Космы и Дамиана). На плане в масштабе 1:240 были указаны расположение, контуры и названия храмов, общественных и жилых зданий в центральной части города. План был «перевёрнут» относительно привычной нам ориентации карт: верх соответствовал не северу, а юго-востоку.
План изображал исключительно строения и монументы. На нём отсутствовали условные элементы (границы районов, померий) и природные объекты (например, Тибр угадывается только по отсутствию построек). При этом на плане детализированы не только известные архитектурные памятники, культовые сооружения и особняки, но и мастерские, склады и кварталы бедноты, что делает его ценным источником по топографии древнего Рима. Более тысячи фрагментов отдельных пластин были найдены в эпоху Возрождения и частично скопированы в Ватикане.

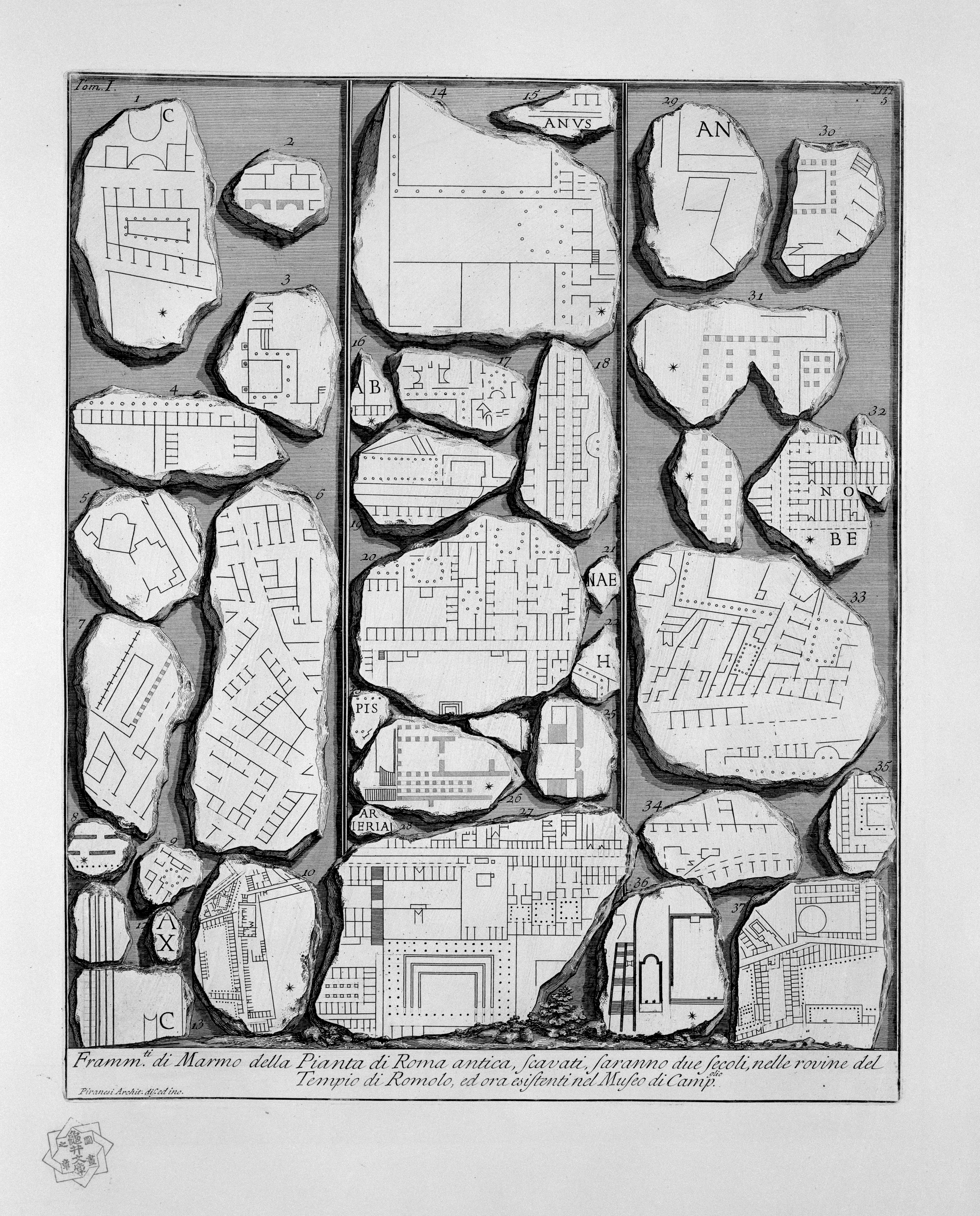
Фрагменты мраморного плана Рима. Рисунок 1756 года

В настоящее время для изучения доступны хранящиеся в Музее римской цивилизации 1186 мраморных осколков, а также 87 фрагментов плана, известных по зарисовкам. Вместе они составляют 10-15 % от античного плана города.

## Датировка и назначение
Античные источники ничего не сообщают о мраморном плане. Датировка основана на двух деталях плана: во-первых, сохранились фрагменты с изображением Септизодия, год постройки которого известен точно (203 г. н. э.); во-вторых, на другом фрагменте Септимий Север и его сын Аврелий Антонин (более известный как Каракалла) упомянуты как соправители, что соответствовало реальности до смерти Септимия Севера в 211 году.
Во времена Септимия Севера в храме Мира располагалась канцелярия префекта Рима. Это стало поводом для предположения, что план служил монументальным земельным кадастром. Однако некоторые доводы свидетельствуют против этого предположения: слишком большой размер плана неудобен для практического использования, трудности обновления уже нанесённых рисунков, сравнительно малое число подписей, отсутствие поясняющих числовых данных. В отличие от известных римских кадастровых чертежей стены на плане обозначены одной линией, а не выделены двумя.
Возможно, план был скопирован с оригинальных чертежей с целью украшения значимого для римлян помещения в храме Мира, в котором хранились папирусные свитки с кадастрами.

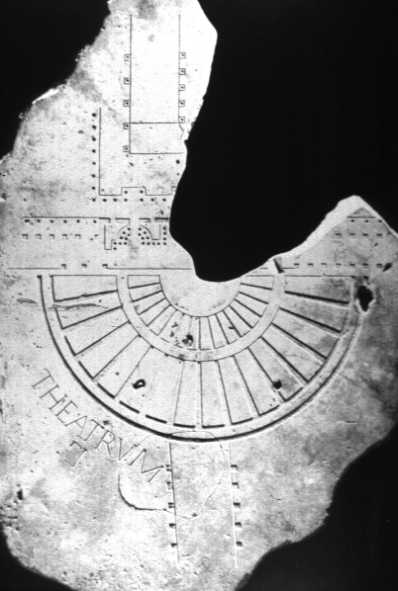
Театр Помпея на мраморном плане.

## Поздняя история
В средние века мраморные плиты плана были разрушены и частично использованы как строительный материал и для приготовления извести.
В 1562 году у стен базилики Космы и Дамиана найдено множество отдельных фрагментов плана. Находки были сохранены кардиналом Алессандро Фарнезе.
В 1741—1742 годах частное собрание фрагментов было передано в Капитолийский музей. Первые публикации изображений частей плана относятся к 1756 и 1764 годам.
Отдельные фрагменты обнаруживались при раскопках в центре Рима в XIX—XX вв. и изредка обнаруживаются до сих пор. Последний из открытых к настоящему времени почти 1200 фрагментов плана был найден в 2014 году при реставрации палаццо Маффеи Марескотти на Марсовом поле.

## История исследования
Начало использования фрагментов для идентификации археологических объектов древнего Рима положил архитектор Луиджи Канина в 1825—1850 годах.
В 1960 году итоги изучения мраморного плана итальянскими учёными были опубликованы в фундаментальном 2-томном издании «La Pianta Marmorea di Roma antica. Forma urbis Romae». Первый том посвящён истории находок, формированию перечней идентифицированных и неидентифицированных фрагментов, расшифровке надписей и проекту реконструкции плана в целом. Во втором томе воспроизведены репродукции рисунков времён Возрождения и фотографии найденных к тому времени 712 обломков, распределённые по трём группам:

— фрагменты схем объектов с известными адресами;

— фрагменты схем объектов с неизвестными адресами

— фрагменты, которые не соотносятся со схемами конкретных объектов и адресами.
Каталогизации фрагментов плана с использованием современных компьютерных методов посвящён проект Стэнфордского университета. Созданная в рамках проекта база данных — цифровых цветных фотографий и 3D-моделей всех сохранившихся фрагментов — открыт для исследователей во всем мире через Интернет или CD.